# 夕田村
夕田村（ゆうだむら）は、かつて岐阜県加茂郡にあった村である。
現在の加茂郡富加町夕田に該当する。

## 歴史
- 1889年（明治22年）7月1日 - 町村制により、夕田村が発足。
- 1897年（明治30年）4月1日 - 滝田村、羽生村、大山村、高畑村が合併し、富田村が発足。同日夕田村は廃止。

## 神社・仏閣
- 佐久太神社